# 薩姆·尼克爾森
薩姆·尼克爾森（英語：Sam Nicholson；1995年1月20日—）是一位蘇格蘭足球運動員。在場上的位置是中場。現效力於蘇格蘭足球超級聯賽球隊马瑟韦尔。他也代表蘇格蘭各級青年國家足球隊參賽。